# Příběhy obrácení
Příběhy obrácení jsou šestidílný český televizní dokumentární cyklus představující životy mladých lidí, kteří uvěřili v Boha. Mezi protagonisty jsou zástupci římskokatolické církve (Dan), adventistů sedmého dne (Katka a Karolína), židovství (Peter Mešo), islámu (Aiša) a hnutí Hare Krišna (Manuela). Pořad blízký svým charakterem reality show vznikl v dílně tvůrčí producentské skupiny Patricka Diviše. Dramaturgyní je Michaela Rozbrojová, scénář napsal Josef Fišer, režiséry jednotlivých dílů se stali Josef Fišer, Michaela Rozbrojová, Petr Kotrla a Ladislav Cmíral. Pořad byl natáčen v Brně, Adamově a na dalších místech.

## Předpremiéra
V neděli 18. května 2014 od 17:00 proběhla v brněnském Sále Břetislava Bakaly předpremiéra pořadu. Za přítomnosti 5 ze 6 protagonistů byl promítnut jeho 2. a 5. díl. Promítání doprovázela diskuze s přítomnými tvůrci pořadu a odborníky zastupujícími příslušné církve a náboženské společnosti, mj. Bedřichem Jetelinou, Muneebem Hassanem Alrawim a Miroslavem Heroldem.